# Ciparakan
Ciparakan is een bestuurslaag in het regentschap Ciamis van de provincie West-Java, Indonesië. Ciparakan telt 2556 inwoners (volkstelling 2010).